# AIKa
AIKa ist eine Anime-OVA-Serie, die in den Jahren 1997 und 1999 hergestellt wurde. Der Titel leitet sich vom Namen der Protagonistin Aika Sumeragi ab. Für den deutschsprachigen Raum wurde die Serie mehrmals auf VOX und nachträglich auf VIVA und GIGA ausgestrahlt; sie ist aber auch im Handel erhältlich (FSK 16). Regie führte Katsuhiko Nishijima, das Charakterdesign gestaltete Noriyasu Yamauchi unter Mitwirkung von Yūji Moriyama.
Insgesamt gibt es sieben 30-minütige Folgen neben einer kurzen Zwischenepisode. Die erste Staffel (1997) umfasst vier Folgen, die zweite (1998) drei.

## Handlung
Nachdem im Jahre 2016 durch eine Kette von Naturkatastrophen der Meeresspiegel gestiegen und auch die japanische Hauptstadt Tokyo im Meer versunken ist, bildet sich eine neue Berufsgruppe der Salvager, Agenten, welche die vielen in den Fluten versunkenen Schätze bergen. Gut zwanzig Jahre nach der Katastrophe erhält die K2-Organisation von Aika (jap. 皇 藍華, Sumeragi Aika) und ihrer Assistentin Rion (相田 りおん, Aida Rion) den Auftrag, eine geheimnisvolle Energiequelle, das Lagu, zu bergen. Doch auch die Geschwister Nena und Rudolf Hagen mit ihrer DELMO-Organisation sind hinter dem Lagu her, so dass die Konflikte zwischen beiden Parteien auch nicht lange auf sich warten lassen.
Charakteristisch für die Serie ist, dass sämtliche weibliche handelnde Personen extrem kurze Röcke tragen, die samt Unterwäsche immer wieder von unten zu sehen sind (siehe Fanservice).
AIKa besitzt einen speziellen Bustier (manchmal auch Schleife, Band, oder Schild genannt), der ein Produkt der Nanotechnologie ist, und der ihr in kritischen Kampfsituationen übermenschliche Kräfte verleiht, dessen Kontrolle aber eine hohe Willenskraft erfordert.

### Synchronisation
Die deutsche Fassung der Serie wurde in den Studios der Aaron Film in Nürnberg synchronisiert.
| Rolle               | Japanischer Sprecher (Seiyū) | Deutscher Sprecher   |
| ------------------- | ---------------------------- | -------------------- |
| Aika Sumeragi       | Rei Sakuma                   | Simone Kloss         |
| B.A. Bandora        | Hisako Kyōda                 | Stefan Rieger        |
| Gasto Turbolance    | Jūrōta Kosugi                | Bruno Niederprüm     |
| Rudolf Hagen        | Kaneto Shiozawa              | Sascha Kaufmann      |
| Meipia Aleymketalia | Sakiko Tamagawa              | Nina Marschke        |
| Nena Hagen          | Atsuko Tanaka                | Adeline Schebesch    |
| Rion Aida           | Hiroko Konishi               | Christine Schlembach |

## Veröffentlichungen
Der Anime besteht aus zwei OVAs: „AIKa“ und „AIKa New Mission“. Die erste OVA erschien in Deutschland auf zwei VHS-Kassetten und später auf einer DVD, letztere 2001 synchronisiert und zweisprachig, sowie deutschsprachigen Untertiteln.
Etwa ein Jahr später erschien die zweite OVA auf einer weiteren DVD, mit etwa der gleichen Ausstattung der vorhergehenden Veröffentlichung. Verantwortlich für diese zeichnet OVA Films.
Darüber hinaus erschien die Serie auch in den USA auf zwei DVDs.
Fortgesetzt wurde die OVA 2007 durch das Prequel AIKa R-16: Virgin Mission und 2009 durch AIKa Zero.